# Concord (blauw druivenras)

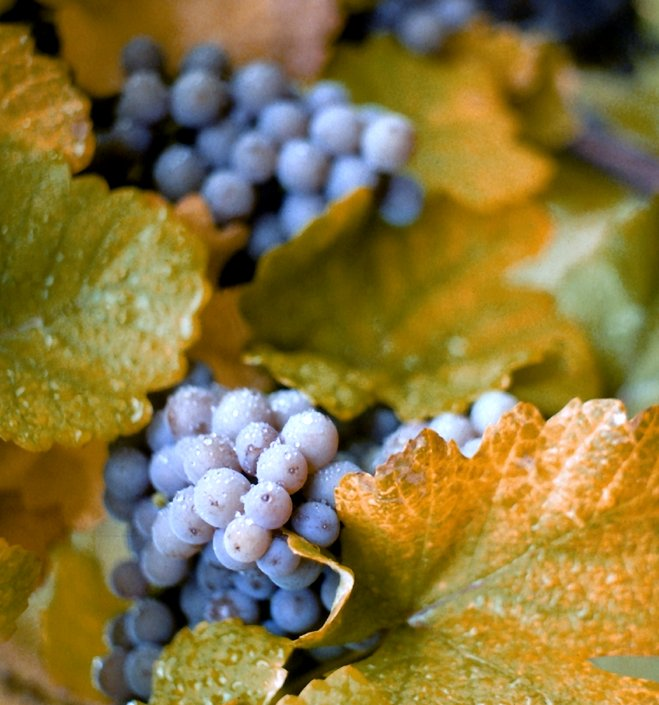
Concord-druif

De concord is een aromatische blauwe druivensoort. De schil van de druif is donkerblauw tot paars met een wat lichter gekleurde zweem die eraf geveegd kan worden. Omdat de schil vrij los om het vruchtvlees zit kan deze eenvoudig worden verwijderd. Volgens Amerikaans onderzoek is de concord rijk aan antioxidanten.
Halverwege de 19e eeuw werd de concord in de Verenigde Staten ontwikkeld door Ephraim Wales Bull. De druivensoort is er nog steeds populair voor de bereiding van jam en de productie van druivensap. Vooral in het noordoosten van het land wordt zij verbouwd. Ook wordt er wel wijn van gemaakt. Meestal zoete wijn. Wanneer de druif voldoende rijpheid kan bereiken, zijn droge versies ook mogelijk. Net als de catawba zijn deze wijnen vanwege de smaak van aardbeien en muskus niet erg toegankelijk. Van de concord wordt ook wel koosjere wijn gemaakt.
In 1853 ontwikkelde dr. Thomas Bramwell Welch de wijn. Door de most na de oogst direct te pasteuriseren kan het niet vergisten tot alcohol en koolzuur. Deze druivensap wordt in sommige kerken als alternatief voor wijn aangeboden.
Van de totale druivenproductie in de Verenigde Staten is 8% concord. Behalve in de Verenigde Staten is de druif ook te vinden in Canada, Brazilië en Moldavië.

## Synoniemen[1]
- Bergerac
- Bull's Seedling
- Concord Crni
- Corin
- Cornin
- Dalmadin
- Feherhatu

- Fekete Noach
- Furmin Noir
- Gorin
- Gurin
- Kek Olasz
- Koncord

- Konkord
- Konkordi
- Konkordia
- Nyarfalevelue
- Nyarlevelue
- Olasz Kek